# Supercupa României 2011
La Supercupa României 2011 è stata la 13ª edizione della Supercoppa rumena.
La partita si è disputata a Piatra Neamț allo Stadio Ceahlăul tra Oțelul Galați, vincitore del campionato, e Steaua Bucarest, vincitore della Coppa di Romania.
A conquistare il trofeo è stato l'Oțelul Galați per 1-0, che ha vinto così la sua prima Supercoppa nella storia.

## Tabellino
| Arbitro: | Robert Dumitru |

|         |           |  |
| Buș 14’ | Marcatori |  |